# Луї Обер
Луї Обер (фр. Louis Aubert) — французький композитор, піаніст, співак і музичний критик.

## Біографія
Народився 19 лютого 1877 року в Парамі (біля Сен-Мало). Початкову музичну освіту здобув від батька. Луї був вундеркіндом, добре співав, через що батьки послали його до Парижа. Музичну освіту здобув у Паризькій консерваторії у Луї Д'ємера (фортеп'яно), Олександра Лавіньяка (гармонія), Поля Відаля та Ґабріеля Форе (композиція).
Обер став популярним завдяки своїм творам для театру та кіно. Також виступав як піаніст та співак. У своїй творчості близький до музичного імпресіонізму, використовував іспанські теми та мотиви. Був співробітником Французького радіо. Викладав у Паризькій консерваторії. Серед його учнів був Анрі Барро. Був обраний членом Академії образотворчих мистецтв. Помер 9 січня 1968 року у Парижі.

## Твори (вибірково)

#### Балети
- «Мумія» (1903, Париж)
- «Хризатеміс» (1904, Віші)
- «Чарівна ніч» (1922, Париж)
- «Кінематограф» (1953, Париж)

#### Твори для оркестру
- «Хабанера» (Симфонічні поеми, 1919)
- «Дріада» (1924)
- «Листок із образів» (симфонічна сюїта, 1930)
- «Принесення» (1947)
- «Могила Шатобріана» (1948)

#### Оркестрові твори
- «Фантазія» для фортеп'яно з оркестром (1899)
- «Кривава легенда» (для читця, хору та оркестру, 1902)
- «Каприччіо» (для скрипки з оркестром, 1925)
- «Різдвяна пастораль» для фортеп'яно з оркестром (1927)

#### Інші твори
- Фортеп'янні п'єси
- Коротка сюїта для 2 фортеп'яно (1900)
- Опера «Блакитний ліс» (1913, Женева; 1924, театр «Опера-Комік», Париж)
- Імпровізація для 2 гітар (1960)

## Літературні твори
- L'orchestre (спільно з М. Ландовські, 1951, 1960)
- Notice sur la vie et les travaux de G. Charpentier (1956)